# Laurent Mottron
« Mottron » redirige ici. Pour l’article homophone, voir Mothron.
 (juillet 2020).
Si vous disposez d'ouvrages ou d'articles de référence ou si vous connaissez des sites web de qualité traitant du thème abordé ici, merci de compléter l'article en donnant les références utiles à sa vérifiabilité et en les liant à la section « Notes et références ».
Laurent Mottron, né le 13 juin 1952 en France, est un psychiatre, chercheur et professeur d'université québécois d'origine française. Il est spécialiste des recherches en neurosciences cognitives de l'autisme à l'Université de Montréal.

## Biographie
Il étudie la médecine à l'université François-Rabelais (Tours) et soutient en 1981 une thèse de médecine intitulée Fonctionnement de l'opposition névrose/psychose, et en 1983, une thèse d'État en lettres et sciences humaines, intitulée Contraintes communes à l'acquisition, la théorisation et la pathologie de la deixis à l'université Paris 5-René Descartes. Il vit depuis 1990 au Québec, où il est maintenant professeur titulaire au département de psychiatrie et d'addictologie de l'Université de Montréal. Il est titulaire de la chaire de recherche Marcel et Rolande Gosselin en neurosciences cognitives de l'autisme de l'Université de Montréal depuis 2008, et est membre de l'Académie canadienne des sciences de la santé depuis 2019. Depuis 1997, sa recherche a été financée par les Instituts de recherche en santé du Canada (IRSC). Il est marié avec la chercheuse québécoise Sylvie Belleville et le père de trois enfants, dont le chanteur et compositeur Pierre Mottron (en).

## Domaines de recherche
Il a signé plus de 150 articles scientifiques sur les neurosciences cognitives et l'autisme. Ses premiers travaux s'inscrivent dans la neuropsychologie générale des troubles envahissants du développement et portent sur la perception visuelle et auditive dans l'autisme savant et non savant, étudié par les tâches cognitives et l'imagerie cérébrale. Une des particularités de son groupe est d'inclure de manière régulière des chercheurs autistes, dont certains pour une collaboration suivie depuis plus de quinze années. Il est également intéressé à réexaminer le rôle de la déficience intellectuelle, des mutations identifiables et l'épilepsie dans l'autisme primaire et syndromique, et l'inclusion de chercheurs autistes en sciences. Il développe, avec le groupe de recherches en neurosciences cognitives de l'autisme de Montréal, le modèle du surfonctionnement perceptif (Enhanced Perceptual Functioning, 2006), une des théories privilégiées pour interpréter les données cognitives et celles issues de l'imagerie par résonance magnétique fonctionnelle. Ce modèle a été prolongé récemment par celui de la cartographie véridique (Veridical mapping, 2013), sur les forces et talents[pas clair] des autistes savants et des autistes non savants, et du modèle gâchette-seuil-cible (trigger-threshold-target, 2014), sur les liens entre les mutations impliquées dans l'autisme, la plasticité microstructurale et régionale, et les surfonctionnements perceptifs. Dans le domaine de l'intervention, il développe avec ses collaborateurs Véronique Langlois et Valérie Courchesne un programme d'intervention fondé sur les points forts des personnes autistes, concernant leurs capacités cognitives et leurs centres d'intérêts. Plus récemment, il tente avec ses collaborateurs de refonder une clinique de l'autisme à partir des tableaux « prototypiques » afin de raisonner l'augmentation incontrôlée de la prévalence de l'autisme. Il considère ce dernier non comme une maladie, ni comme un handicap, mais comme une « condition », c'est-à-dire un variant humain.

## Prises de position
Dans un courrier publié par Le Monde en 2012, Laurent Mottron exprime qu'il a quitté la France pour le Canada par opposition à l'approche psychanalytique de l'autisme : « la psychanalyse n'a rien à dire ni à faire avec l'autisme. La psychanalyse est une croyance, une pratique qui doit rester limitée à un rapport entre adultes consentants. On doit la sortir du soin, des enfants en particulier (et pas seulement de l'autisme). Je suis parti au Canada pour fuir cela il y a vingt ans ». Dans ce courrier, il exprime également son opposition à la méthode ABA : « les résultats de l'ABA sont gonflés, cette technique pose de gros problèmes éthiques, elle se fonde sur une science périmée ». 
Dans Cerveau&Psycho, il écrit que : « La psychanalyse n’a rien apporté à la compréhension ni à la prise en charge de l’autisme, ni en termes de pratiques, ni en termes de connaissances ».

## Prix et Décorations
- 2024 - Lauréat du Prix Acfas Léo-Pariseau[9].
- 2019 - docteur honoris causa de l'université de Liège[10].

## Publications

### Articles
- Mottron L, Bzdok D. Autism Spectrum Heterogeneity: Fact or Artifact? Mol Psychiatry. 2020 Apr 30. doi: 10.1038/s41380-020-0748-y Online ahead of print. PMID 32355335 Open Access
- Rødgaard E-M, Jensen K, Vergnes J-N, Soulières I, Mottron L. Temporal changes in effect sizes of studies Comparing individuals with and without Autism: A meta-analysis. JAMA Psychiatry. Published online August 21, 2019. doi:10.1001/jamapsychiatry.2019.1956. PMID 31433441 Open Access
- Ostrolenk, A., Forgeot d’Arc, B., Jelenic, P., Samson, F., Mottron, L. Hyperlexia: systematic review, neurocognitive modeling, and outcome, Neuroscience and Biobehavioral review, 2017 Aug;79:134-149. doi: 10.1016/j.neubiorev.2017.04.029. Epub 2017 May 3. PMID 28478182 Open Access
- Mottron, L. Should we change targets and methods of early intervention in autism, in favor of a strengths-based education?.  European child and adolescent psychiatry, 2017 Jul;26(7):815-825. DOI 10.1007/s00787-017-0955-5; Epub 2017 Feb 8. PMID 28181042 Open Access
- Mottron L, Belleville S, Rouleau GA, Collignon O (2014). Linking neocortical, cognitive, and genetic variability in autism with alterations of brain plasticity: The Trigger-Threshold-Target model. Neurosci Biobehav Rev. Aug 21. PMID 25155242 Open access
- Mottron, L., Bonnel, A., Bouvet, L., Samson, F., Burack, JA, Dawson M., Heaton, P., Veridical mapping in the development of exceptional autistic abilities (2013) Neurosci Biobehav Rev. 2013 Feb;37(2):209-28. doi: 10.1016/j.neubiorev.2012.11.016. Epub 2012 Dec 5. PMID 23219745 Open access
- Samson, F., Mottron, L., Soulières, I., Zeffiro, T.A., (2011)  Enhanced visual functioning in autism: an ALE meta-analysis, Human brain mapping, Apr 4. doi: 10.1002/hbm.21307. PMID 21465627
- Samson, F., Hyde, KL., Bertone, A., Soulières, I., Mendrek, A., Ahad, P., Mottron, L., Zeffiro, TA., (2011) Atypical processing of auditory temporal complexity in autistics, Neuropsychologia, Feb;49(3):546-55. Epub 2010 Dec 28. PMID 21192958
- Mottron, L. (2011) Changing perceptions: The power of autism. Nature. Nov 2;479 (7371): 33-5.Nature
- Toutes les publications de Laurent Mottron sur PubMed

### Livres
- L'autisme : une autre intelligence. Diagnostic, cognition et support des personnes autistes sans déficience intellectuelle., Mardaga, 2004.
- L'intervention précoce pour enfants autistes, Mardaga, 2016.
- Si l'autisme n'est pas une maladie, qu'est-ce ? : Une refondation de la définition de l'autisme, de son étiologie et de sa place dans l'espèce humaine, éditions Mardaga, 2024.